# Leodegar von Lechsgmünd und Graisbach

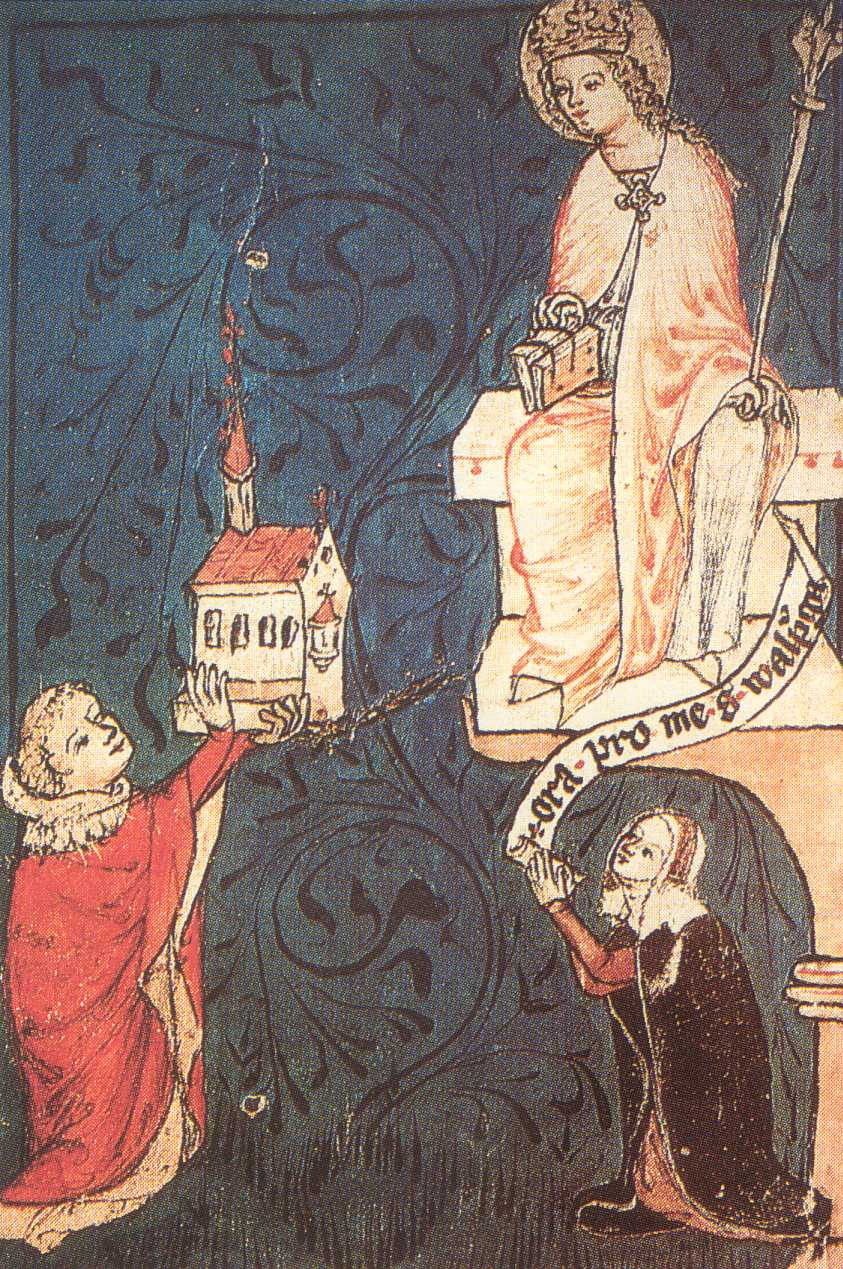
Leodegar von Lechsgmünd und Graisbach stiftet das Kloster St. Walburg Eichstätt. Pergamentmalerei um 1360

Leodegar von Lechsgmünd und Graisbach (* auf der Burg Lechsend / Lechsgmünd bei Marxheim in Bayern; † 21. Februar 1074 in Gempfing in Bayern) war ein römisch-katholischer Geistlicher.

## Leben
Leodegar stammte laut Überlieferung aus dem Geschlecht der Grafen von Lechsgemünd-Graisbach.
Nach der Genesung von einer schweren Krankheit entschloss er sich Priester zu werden. Seinen Besitz verschenkte er. Auf Anregung von Bischof Heribert von Eichstätt stiftete er am 24. Juni 1035 das Kloster St. Walburg. Es lag am Aufbewahrungsort der Reliquien der Heiligen Walburga. Zuvor bestand hier ein Chorfrauenstift. Die Nonnen lebten nach den Regeln des Heiligen Benedikt, die aus der Abtei St. Erentraud auf dem Nonnberg in Salzburg bezogen wurden.
1060 wurde er Stiftsherr in Eichstätt.
Leodegar hatte dem Kloster unter anderem in Gempfing große Besitzungen überlassen. Dort starb er am 21. Februar 1074: den nahen Tod spürend, hatte er sich auf den Weg zum Grab des hl. Magnus in Füssen begeben. Gegen den Widerstand seiner Begleiter, die den Verstorbenen seinem Wunsch gemäß beim Grab des hl. Magnus beisetzen wollten, wurde der Leichnam Leodegars nach Eichstätt überführt und am 25. Februar, dem Todestag der hl. Walburga, in der Kirche des von ihm gegründeten Klosters St. Walburg beigesetzt.
Sein Gedenktag ist der 21. Februar.